# إيفرت كارلسون
إيفرت كارلسون (بالنرويجية البوكمول: Evert Karlsson)‏ هو متزلج قفز نرويجي، ولد في 4 أغسطس 1920 في Løkken Verk ‏ في النرويج، وتوفي في 23 مايو 1996 في أورنشولدسفيك في السويد.

## وصلات خارجية
- إيفرت كارلسون على موقع أوليمبيديا (الإنجليزية)
- إيفرت كارلسون على موقع اللجنة الأولمبية السويدية (السويدية)